# Epictia phenops
Epictia phenops — вид змій родини струнких сліпунів (Leptotyphlopidae). Мешкає в Мексиці і Центральній Америці.

## Поширення і екологія
Epictia phenops мешкають в Мексиці (в прибережних районах і передгір'ях на атлантичних схилах на південь від центрального Веракрусу, зокрема на Юкатані, та на тихоокеанських схилах від перешийка Теуантепек), Гватемалі, Гондурасі і Сальвадорі. Вони живуть в тропічних лісах.